# Emil Krupa-Krupinski

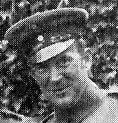
Emil Krupa-Krupinski (1916)

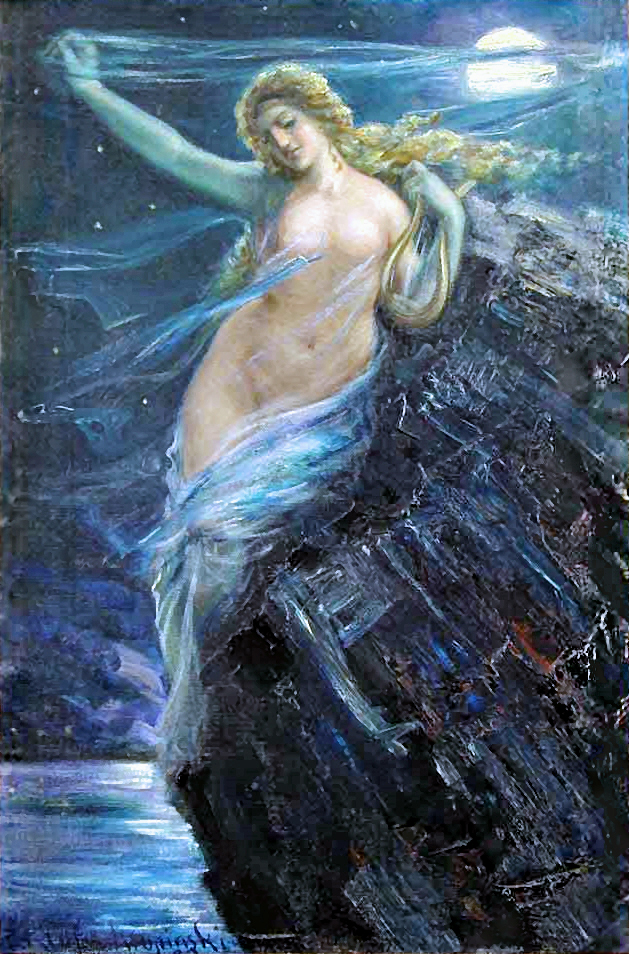
Emil Krupa-Krupinski: Loreley, 1899

Emil Krupa-Krupinski (* 10. März 1872 in Barmen (heute Stadtteil von Wuppertal); † 28. Mai 1924 in Bonn) war ein deutscher Genre- und Porträtmaler und Grafiker.
Krupa-Krupinski studierte an der Kunstakademie Düsseldorf bei Eduard von Gebhardt und Fritz Roeber. Auch Eugen Kampf beeinflusste ihn. Krupa-Krupinski wurde Mitglied des Künstlervereins „Düsseldorfer Malkasten“ sowie später Mitbegründer des Bonner Kunstvereins.
Sein bekanntestes Bild ist die „Loreley“ (1899), die vielfach im Druck wiedergegeben wurde. Es befindet sich heute im Stadtmuseum Trier. Seine Bilder wurden oft als Ansichtskarten herausgegeben. Er betätigte sich auch als Gebrauchsgrafiker.
Während des Ersten Weltkriegs diente er im Lauenburgischen Jäger-Bataillon Nr. 9. Er malte für dieses vom Stellungsgebiet des Rehfelsens am Hartmannsweiler Kopf ein Erinnerungsbild, das später im Ratzeburger Offizierskasino aufgehängt wurde. Während des Krieges lieferte er auch Unterlagen für Kriegspropaganda-Postkarten.
Sein Sohn August (nach anderen Quellen Alfons) studierte ebenfalls an der Kunstakademie Düsseldorf, verwarf jedoch die Malerei und widmete sich der Fotografie.